# Afonso Costa

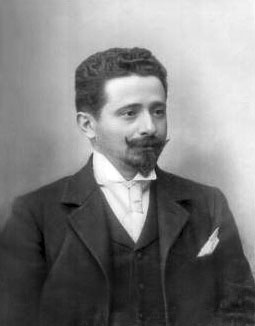
Afonso Costa

Afonso Augusto da Costa (Seia, 6 maart 1871 - Parijs, 11 mei 1937) was een Portugees politicus.
Afonso Costa studeerde rechten en opende een advocatenpraktijk. Later was hij hoogleraar. Hij was lid van de Portugese Republikeinse Partij (PRP) en werd voor die partij in de Kamer van Afgevaardigden gekozen. Na de Portugese revolutie (oktober 1910) werd Costa minister van Justitie in de voorlopige republikeinse regering (5 oktober 1910 - 3 september 1911). In functie tekende hij diverse antiklerikale wetten, waaronder één, die de Jezuïeten-orde in Portugal verbood.
In 1911 werd Costa de leider van de Portugese Democratische Partij (PD), die, ondanks dat de naam, niet direct democratisch was te noemen. Op 9 januari 1913 vormde Costa zijn eerste kabinet bestaande uit PD'ers en partijlozen. Naast het premierschap was Costa ook minister van Financiën in dit kabinet. Hij stabiliseerde de economie en verbrak de betrekkingen met het Vaticaan. Op 9 februari 1914 kwam zijn regering ten val. Op 29 november 1915 werd hij voor de tweede maal premier en minister van Financiën. Hij trad nu zeer autoritair op en was voorstander van Portugese deelname aan de Eerste Wereldoorlog aan de zijde der Entente. In februari 1916 liet hij, hiertoe aangezet door Groot-Brittannië, beslag leggen op Duitse schepen in Portugese havens. Kort hierop verklaarde Duitsland de oorlog aan Portugal - twee Portugese divisies zouden uiteindelijk worden uitgezonden naar het front in Frankrijk. Op 16 maart 1916 trad Costa af als premier, maar hij bleef minister van Financiën in de União Sagrada ("Heilige Unie")-regering (eenheidsregering van de diverse republikeinse partijen) van António José de Almeida (tot 25 april 1917).
Op 25 april 1917 werd Costa voor de laatste maal premier (en minister van Financiën) van een regering bestaande uit PD'ers en partijlozen. Hij maakte zich bijzonder impopulair vanwege zijn corruptie (financiële bevoordeling eigen advocatenpraktijk en weigering hierover voor het parlement verantwoording af te leggen) en door het negeren van het parlement. In december 1917 braken er ernstige rellen uit die gericht waren tegen Costa's beleid. Majoor Sidónio Pais greep hierop de macht en zette Costa en president Bernardino Machado af. Costa ging in ballingschap in Frankrijk en keerde, ook na de dictatuur van Pais, nimmer meer naar Portugal terug. Wel voerde hij vanuit het buitenland oppositie tegen de militaire regeringen van de Ditadura Nacional en de coropratieve Estado Novo van Salazar.
In 1926 was hij nog voorzitter van de Volkenbond. Afonso Costa overleed op 66-jarige leeftijd in mei 1937 te Parijs.